# José Luis Requero Ibáñez
José Luis Requero Ibáñez (Madrid, 12 de septiembre de 1959) es  magistrado del Tribunal Supremo español. Fue vocal del Consejo General del Poder Judicial (2001-2008) a propuesta del Partido Popular tras ser el más votado de entre los candidatos propuestos por la Asociación Profesional de la Magistratura mayoritaria en la Carrera Judicial. Magistrado de la Sala de lo Contencioso-Administrativo del Tribunal Supremo desde mayo de 2014.

## Biografía
Nació el 12 de septiembre de 1959 en Madrid. Estudió en el colegio de los dominicos de Atocha de Madrid. Licenciado en Derecho por la Universidad Complutense de Madrid, ingresó en la carrera judicial en 1982, a la edad de veintitrés años tras superar las oposiciones de ingreso. En 1987 ascendió a la categoría de magistrado tras superar las oposiciones de Magistrado especialista de lo contencioso-administrativo. Casado y padre de diez hijos, es miembro del Opus Dei.

## Trayectoria
Destinado en la Sala de lo Contencioso-administrativo de la Audiencia Nacional, Sección 5ª, desde 1987, pasó a la Sección 1ª en 1990. Desde 1999 es Presidente de la Sección 4ª.En 2014 fue promovido a la categoría de magistrado del Tribunal Supremo, formando parte de su Sala Tercera.
Desde 2010 hasta 2022 ha sido presidente del Jurado Territorial de Expropiación Forzosa de la Comunidad Autónoma de Madrid
En 1996 es comisionado por la Unión Europea para el estudio de la reforma judicial y parlamentaria en Paraguay, dentro de Programa “La modernización institucional de Paraguay”, elaborando el informe “Poder Judicial: situación, objetivos y método”,  presentado en Bruselas.
De 2001 a 2008 fue Vocal del Consejo General del Poder Judicial a propuesta del PP al haber sido el candidato más votado de entre los presentados al Parlamento por la Asociación Profesional de la Magistratura, la principal asociación de jueces de España. Durante este tiempo fue autor de informes referidos a anteproyectos de ley sobre Prevención y Bloqueo de la Financiación del Terrorismo, al anteproyecto de Ley Orgánica integral de Violencia sobre la Mujer,  de reforma del Código Civil en materia de matrimonios entre personas del mismo sexo o la reforma del Estatuto de Cataluña, en el apartado relativo a la Administración de Justicia. 
Pertenece a la Asociación Profesional de la Magistratura (APM), de la que ha sido Vicesecretario, Secretario General, Vicepresidente y Portavoz y responsable del Gabinete de Estudios y Documentación.
Está en posesión de la Gran Cruz de San Raimundo de Peñafort, la máxima condecoración que se otorga en el ámbito de la Justicia en España

## Actividades docentes
Desde 1990 hasta 2001, ha sido profesor Asociado de Derecho Administrativo de la Universidad Autónoma de Madrid; ha impartido un curso en los estudios de Grado en el Centro Universitario Villanueva, de Madrid y un curso de Máster en el Instituto de Estudios Bursátiles. Desde 1993 ha participado en los Cursos de Verano de la Universidad Complutense de Madrid, la UIMP y en la Universidad Rey Juan Carlos de Madrid.
Entre 1977 y 1981 fue colaborador de la Agencia Central de Prensa y RECOPRESS.
Desde 1977 ha publicado numerosos artículos periodísticos y es colaborador habitual en diversos diarios nacionales (ABC, El Mundo, La Razón, El País, Diario16) y otros diarios provinciales así como en revistas

## Publicaciones
Cuenta con un millar de artículos publicados desde 1978 sobre temas de actualidad, en especial social y de política judicial en prensa diaria y revistas, así como cincuenta y siete artículos en revistas jurídicas (La Ley, Aranzadi, Actualidad Administrativa, Revista Española de Derecho Administrativo, etc); también ha colaborado en numerosos libros colectivos sobre temas jurídicos. Es autor de los siguientes  libros:
- El gobierno judicial y el Consejo General del Poder Judicial, Madrid, FAES, 1996.
- Extranjería y refugio: práctica contencioso-administrativa, Madrid, La Ley, 1997.
- El asalto a la Justicia, Madrid, Ciudadela 2009